# François Catonné
Pour les articles homonymes, voir Catonné.
 (novembre 2018).
François Catonné est un directeur de la photographie français. Il est aussi documentariste et graphiste.

## Biographie
Après des études à la faculté des sciences d'Orsay, François Catonné étudie la prise de vue à l'École de Vaugirard / Louis Lumière. En sortant de son service militaire au Service cinématographique des armées, il fait un premier film comme directeur de la photo - Soleil Ô de Med Hondo - avant de travailler pendant neuf ans comme assistant opérateur. Il collabore notamment avec Étienne Becker (7 films dont Le Vieux Fusil de Robert Enrico, Le Jouet de Francis Veber ou Police Python 357 d'Alain Corneau), Sven Nykvist (Blackmoon de Louis Malle, Le Locataire de Roman Polanski), Tonino Delli Colli (Lacombe Lucien de Louis Malle) et Pasqualino De Santis (Lancelot du lac de Robert Bresson).
Il commence réellement sa carrière de directeur de la photo en 1978 avec West Indies de nouveau avec Med Hondo. Il a collaboré ensuite régulièrement avec Robert Enrico (Au nom de tous les miens, De guerre lasse, La Révolution française), Régis Wargnier (La femme de ma vie, Je suis le seigneur du château, Indochine, Une femme française), Gérard Mordillat, Jane Birkin (2 films) et, depuis 1999, avec Bertrand Blier (Les Acteurs, Les Côtelettes, Combien tu m'aimes, Le Bruit des glaçons).
Il travaille aussi régulièrement sur des documentaires et des publicités.
Il expose depuis 2000 des travaux graphiques (estampes numériques) et des photographies en noir et blanc.
En 2011, il rencontre le peintre Vladimir Veličković avec qui il décide de faire un film. Depuis, il réalise des documentaires sur des peintres avec pour principe de ne filmer que dans l'atelier de l'artiste et de le montrer au travail. Il en a déjà réalisé dix et continue ce travail.

## Filmographie

### En tant que directeur de la photographie

#### Cinéma
- 1970 : Soleil O de Med Hondo / Sélection Semaine de la critique Cannes / Léopard d'or Locarno / Cannes Classics 2017
- 1974 : Les Bicots-nègres, vos voisins de Med Hondo
- 1979 : West Indies ou les nègres marrons de la liberté de Med Hondo
- 1982 : Douce enquête sur la violence de Gérard Guérin / Sélection officielle Festival de Cannes
- 1983 : Le Bâtard de Bertrand Van Effenterre
- 1983 : Vive la sociale ! de Gérard Mordillat / Prix Jean Vigo 1984
- 1983 : Au nom de tous les miens de Robert Enrico
- 1984 : Le Léopard de Jean-Claude Sussfeld
- 1985 : Les Nanas de Annick Lanoë
- 1985 : Sac de nœuds de Josiane Balasko
- 1986 : La Galette du roi de Jean-Michel Ribes
- 1986 : La Femme de ma vie de Régis Wargnier / César meilleur premier film 1987
- 1987 : Champ d'honneur de Jean-Pierre Denis / Sélection officielle Festival de CANNES 1987
- 1987 : De guerre lasse de Robert Enrico
- 1989 : Je suis le seigneur du château de Régis Wargnier
- 1989 : La Révolution française de Robert Enrico
- 1990 : Tom et Lola de Bertrand Arthuys
- 1991 : L'Année de l'éveil de Gérard Corbiau
- 1991 : Toujours seuls de Gérard Mordillat
- 1992 : Indochine de Régis Wargnier / CÉSAR de la meilleure photo / OSCAR du meilleur film étranger 1993
- 1993 : Profil bas de Claude Zidi
- 1994 : En compagnie d'Antonin Artaud de Gérard Mordillat
- 1995 : Une femme française de Régis Wargnier / Meilleurs acteur, actrice, mise en scène, MOSCOU 1995
- 1996 : Les Menteurs d'Élie Chouraqui
- 1997 : Messieurs les enfants de Pierre Boutron
- 1997 : El Che, Ernesto Guevara, enquête sur un homme de légende de Maurice Dugowson
- 1998 : La voie est libre de Stéphane Clavier
- 2000 : Le Pique-nique de Lulu Kreutz de Didier Martiny
- 2000 : Les Acteurs de Bertrand Blier
- 2001 : Absolument fabuleux de Gabriel Aghion
- 2002 : Mille millièmes de Rémi Waterhouse
- 2003 : Les Côtelettes de Bertrand Blier / Sélection officielle Festival de CANNES 2003
- 2005 : Combien tu m'aimes ? de Bertrand Blier
- 2007 : Boxes de Jane Birkin / Sélection officielle Festival de CANNES 2007, Hors Compétition
- 2010 : Le Bruit des glaçons de Bertrand Blier / VENISE 2010, Section Giornate degli Autori
- 2012 : Le Grand Retournement de Gérard Mordillat
- 2014 : Ablations de Arnold de Parscau

#### Télévision
- 1980 : Le Cœur en écharpe de Philippe Viard
- 1983 : Au nom de tous les miens (8 × 52 min) de Robert Enrico
- 1989 : Louis Charles mon amour de Régis Wargnier
- 1989 : À la mémoire d'un ange de Claire Devers
- 1990 : L'Ami Giono: Le déserteur de Gérard Mordillat
- 1991 : Les Sonnets de Shakespeare par Gérard Mordillat
- 1992 : Oh pardon! Tu dormais... de Jane Birkin
- 1994 : Parfum de meurtre (Target of Suspicion) de Bob Swaim
- 1995 : Architruc de Gérard Mordillat
- 2004 : Colette, une femme libre (2 × 90 min) de Nadine Trintignant
- 2006 : La Forteresse assiégée de Gérard Mordillat
- 2007 : Les Prédateurs (2 × 90 min) de Lucas Belvaux
- 2010 : Les Vivants et les Morts (8 × 52 min) de Gérard Mordillat
- 2011 : Les Cinq Parties du monde de Gérard Mordillat / FIPA d'or 2012, meilleur film de fiction pour la télévision
- 2015 : Une nuit au Grévin (Co) de Patrice Leconte
- 2017 : Mélancolie ouvrière de Gérard Mordillat

#### Documentaires
- 1976 : La Spirale (Co) d'Armand Mattelart et Jacqueline Meppiel
- 1978 : Azou de Cyrille Janisset
- 1978 : La Voix de son maître de Gérard Mordillat et Nicolas Philibert
- 1979 : Paysannes de Gérard Guérin
- 1985 : Des terroristes à la retraite de Mosco Boucault
- 1993 : En compagnie d'Antonin Artaud de Gérard Mordillat et Jérôme Prieur
- 1997 : Corpus Christi de Gérard Mordillat et Jérôme Prieur
- 1998 : El Che de Maurice Dugowson
- 2006 : À la maison de verre de Romuald Sciora
- 2008 : L'Apocalypse de Gérard Mordillat et Jérôme Prieur
- 2009 : Planète ONU de Romuald Sciora (Inédit)
- 2011 : Laurent Fabius, un homme libre de Gérard Mordillat
- 2013 : Un fauteuil au 23 quai Conti de Gérard Mordillat et Jérôme Clément
- 2015 : Jésus et l'Islam de Gérard Mordillat et Jérôme Prieur
- 2017 : Boutiques obscures (Co) de Patrice Leconte
- 2019 : Travail, Salaire, Profit de Gérard Mordillat et Bertrand Rothé
- 2019 : Histoire du trafic de drogue (Co) de Christophe Bouquet

#### Courts métrages
- 1969 : L'amour en ce jardin d'Ulysse Laugier
- 1972 : Microbe mi-raisin d'Ulysse Laugier
- 1981 : Le Rat noir d'Amérique de Jérôme Enrico
- 1992 : L'Échange de Vincent Pérez
- 1993 : Gentille de Laurent Barès
- 1994 : 3000 scénarios contre un virus de Fernand Mozkowicz, segment I love you
- 1994 : 3000 scénarios contre un virus de Jane Birkin, segment Je t'aime, moi non plus
- 1999 : Fidèle de Jérôme Bonnell
- 2000 : Pour une fois de Jérôme Bonnell
- 2000 : Liste rouge de Jérôme Bonnell
- 2004 : Cachez-moi ! de Michel Boujenah
- 2008 : Cadeau de rupture de Vincent Trintignant
- 2009 : Bandit manchot de Dominique Heinry
- 2012 : Sculpture-Film (Klein) de Pierre de Mahéas
- 2014 : Le domaine des étriqués d'Arnold de Parscau
- 2015 : Crazy Knight de Rafiâa Boubaker
- 2016 : Visionnaire World d'Inès Dieleman

### En tant que réalisateur de documentaires
- 2013 : Vladimir Velickovic, le choix du Noir (52 min)
- 2014 : Vladimir Velickovic, le Grand Dessin (26 min)
- 2015 : Laurent Dauptain, un Face à Face (26 min)
- 2016 : Jacques Godin, vers la Lumière (26 min)
- 2017 : Antonio Segui, el gran teatro del mundo (53 min)
- 2017 : Christine Trouillet, conversations secrètes (26 min)
- 2018 : Albert Sauteur, un autoportrait (tableau filmé image par image, (10 min)
- 2018 : Melaine Favennec, les belles embarquées (26 min)
- 2020 : Ça a débuté comme ça. Moi j'avais jamais rien dis. Rien (5 min)
- 2020 : Patrice Giorda, une scénographie intime (52 min)
- 2023 : Abraham Hadad, la chair de la peinture (52 min)

### En tant qu'assistant à la caméra
- 1971 : Morgane et ses nymphes de Bruno Gantillon. Directeur de la photo : Jean Monsigny
- 1970 : Jupiter de Jean-Pierre Prévost. Directeur de la photo : Jean Monsigny
- 1973 : Lo Païs de Gérard Guérin. Directeur de la photo : Jean Monsigny
- 1972 : Aimez vous les uns les autres mais pas trop de Daniel Moosmann. Directeur de la photo : Étienne Becker
- 1972 : Un officier de police sans importance de Jean Larriaga. Directeur de la photo : Roland Dantigny
- 1972 : Un solitaire d'Alain Brunet. Directeur de la photo : Roland Dantigny
- 1973 : L'homme du fleuve de Jean-Pierre Prévost. Directeur de la photo : Jean Monsigny
- 1974 : Lacombe Lucien de Louis Malle. Directeur de la photo : Tonino Delli Colli
- 1974 : Le Secret de Robert Enrico. Directeur de la photo : Étienne Becker

- 1975 : La Messe dorée de Beni Montresor. Directeur de la photo : Jean Monsigny
- 1975 : Le Bougnoul de Daniel Moosmann. Directeur de la photo : Étienne Becker
- 1975 : Les Bijoux de famille de Jean-Claude Laureux. Directeur de la photo : Jean Orjollet
- 1975 : Black Moon de Louis Malle (César de la meilleure photo et du meilleur son). Directeur de la photo : Sven Nykvist
- 1975 : Le Vieux fusil de Robert Enrico (César du meilleur film, meilleur acteur, meilleure musique). Directeur de la photo : Étienne Becker
- 1975 : Je suis Pierre Rivière de Christine Lipinska. Directeur de la photo : Jean Monsigny
- 1976 : Police Python 357 d'Alain Corneau (César du meilleur montage). Directeur de la photo : Étienne Becker
- 1976 : Le Locataire de Roman Polanski. Directeur de la photo : Sven Nykvist
- 1976 : Le Jouet de Francis Veber. Directeur de la photo : Étienne Becker
- 1977 : La Nuit de Saint-Germain-des-Prés de Bob Swaim. Cadreur : François Catonné. Directeur de la photo : Yves Lafaye
- 1977 : On peut le dire sans se fâcher de Roger Coggio. Directeur de la photo : Étienne Becker
- 1978 : Mon premier amour d'Élie Chouraqui. Directeur de la photo : Bernard Zitzermann

## Exposition d'estampes numériques et de photographies

### Expositions collectives (estampes numériques)
- 2000 : Salon de Montrouge.
- 2001 : Salon de Montrouge.
- 2002 : galerie Enviedart (Paris).
- 2004 : Salon Comparaison (Paris).
- 2004 : Espace Kodak (Cannes).
- 2004 : Les Cordeliers (Châteauroux, bicentenaire de la naissance de George Sand).
- 2006 : Salon Comparaison (Paris, Grand Palais).

### Expositions personnelles (estampes numériques ou photographies)
- 2002 La galerie d'art (Aéroport d'Orly)
- 2003 Galerie Mikros Images (Paris)
- 2005 et 2008 Galerie Art et Littérature (Paris)
- 2006 Galerie de l'Université d'Artois (Arras)
- 2006 Médiathèque de Bitche
- 2009 MK2 Bibliothèque (Paris)
- 2009 MK2 Bibliothèque (Paris) Photographies en noir et blanc: "Repérages"
- 2010 Université Rennes2, Photographies en noir et blanc: "Temps de pause à l'Onu"
- 2012 Salon du livre de Saint Etienne, Photographies et Estampes numériques

### Exposition permanente
- Musée de Bitche: Mur "Gens de Bitche" (Estampe numérique de 25 x 4,6 m)

## Récompenses
- 1993 : César de la meilleure photographie pour Indochine (Oscar du meilleur film étranger)